# Xã Brenna, Quận Grand Forks, Bắc Dakota
Xã Brenna (tiếng Anh: Brenna Township) là một xã thuộc quận Grand Forks, tiểu bang Bắc Dakota, Hoa Kỳ. Năm 2010, dân số của xã này là 725 người.